# العلاقات الإكوادورية المالطية
العلاقات الإكوادورية المالطية هي العلاقات الثنائية التي تجمع بين الإكوادور ومالطا.

## مقارنة بين البلدين
هذه مقارنة عامة ومرجعية للدولتين:
| وجه المقارنة                                              | الإكوادور                      | مالطا                                                     |
| --------------------------------------------------------- | ------------------------------ | --------------------------------------------------------- |
| المساحة (كم2)                                             | 283.56 ألف                     | 316                                                       |
| عدد السكان (نسمة)                                         | 16.62 مليون                    | 465.29 ألف                                                |
| الكثافة السكانية (ن./كم²)                                 | 58.61                          | 147.24 ألف                                                |
| العاصمة                                                   | كيتو                           | فاليتا                                                    |
| اللغة الرسمية                                             | اللغة الإسبانية، كيشوا ‏، شوار ‏ | اللغة المالطية، لغة إنجليزية                              |
| العملة                                                    | دولار أمريكي، سوكري إكوادوري   | يورو، ليرة مالطية                                         |
| الناتج المحلي الإجمالي (بليون دولار)                      | 103.06 مليار                   | 12.54 مليار                                               |
| الناتج المحلي الإجمالي (تعادل القوة الشرائية) بليون دولار | 185.24 مليار                   | 14.68 مليار                                               |
| الناتج المحلي الإجمالي الاسمي للفرد دولار أمريكي          | 6.21 ألف                       | 22.60 ألف                                                 |
| الناتج المحلي الإجمالي للفرد دولار أمريكي                 | 11.37 ألف                      |                                                           |
| مؤشر التنمية البشرية                                      | 0.746                          | 0.839                                                     |
| رمز المكالمات الدولي                                      | +593                           | +356                                                      |
| رمز الإنترنت                                              | .ec                            | .mt                                                       |
| المنطقة الزمنية                                           | 00                             | توقيت وسط أوروبا، ت ع م+01:00، ت ع م+02:00، أوروبا/مالطا ‏ |

## منظمات دولية مشتركة
يشترك البلدان في عضوية مجموعة من المنظمات الدولية، منها:
| علم المنظمة | اسم المنظمة                        | تاريخ انضمام الإكوادور | تاريخ انضمام مالطا |
| ----------- | ---------------------------------- | ---------------------- | ------------------ |
|             | يونسكو                             | 22 يناير 1947          | 10 فبراير 1965     |
|             | وكالة ضمان الاستثمار متعدد الأطراف | 12 أبريل 1988          | 12 سبتمبر 1990     |
|             | الأمم المتحدة                      | 21 ديسمبر 1945         | 1 ديسمبر 1964      |
|             | الفريق المعني برصد الأرض           | ?                      | ?                  |
|             | الاتحاد البريدي العالمي            | ?                      | ?                  |
|             | البنك الدولي للإنشاء والتعمير      | 28 ديسمبر 1945         | 26 سبتمبر 1983     |
|             | المنظمة الهيدروغرافية الدولية      | ?                      | ?                  |
|             | الاتحاد الدولي للاتصالات           | 17 أبريل 1920          | 1965               |
|             | منظمة حظر الأسلحة الكيميائية       | ?                      | ?                  |
|             | مؤسسة التمويل الدولية              | 20 يوليو 1956          | 1 يونيو 2005       |
|             | منظمة التجارة العالمية             | ?                      | ?                  |
|             | منظمة الشرطة الجنائية الدولية      | ?                      | ?                  |

## وصلات خارجية
- موقع وزارة الخارجية الإكوادورية
- موقع وزارة الخارجية المالطية